# Lijst van rijksmonumenten in Bilthoven
Onderstaande tabel geeft een overzicht van de rijksmonumenten in de plaats Bilthoven en nabijgelegen gehuchten. De objecten worden getoond zoals deze zijn geregistreerd in het Rijksmonumentenregister, inclusief onderdelen van een monument met een eigen rijksmonumentnummer.
| Object                                                                             | Oorspronkelijke functie?  | Bouwjaar  | Architect                     | Locatie                         | Coördinaten?                 | Nr.?   | Afbeelding                 |
| ---------------------------------------------------------------------------------- | ------------------------- | --------- | ----------------------------- | ------------------------------- | ---------------------------- | ------ | -------------------------- |
| Gaudeamus                                                                          | Woonhuis                  | 1924      | Frants Edvard Röntgen         | Gerard Doulaan 21               | 52° 8' 41" NB, 5° 12' 49" OL | 358914 | Meer afbeeldingen          |
| Hoofdgebouw Berg en Bosch                                                          | Gezondheidszorg           | 1931-1933 |                               | Professor Bronkhorstlaan 10     | 52° 9' 15" NB, 5° 12' 25" OL | 514642 | Meer afbeeldingen          |
| Kapel van Berg en Bosch                                                            | Kapel                     | 1932-1933 |                               | Professor Bronkhorstlaan bij 10 | 52° 9' 15" NB, 5° 12' 25" OL | 514643 | Meer afbeeldingen          |
| Zusterhuis van Berg en Bosch                                                       | Appartementengebouw       | 1932-1933 |                               | Professor Bronkhorstlaan bij 10 | 52° 9' 15" NB, 5° 12' 25" OL | 514644 | Meer afbeeldingen          |
| Directeurswoning van Berg en Bosch                                                 | Dienstwoning              | 1932-1933 |                               | Professor Bronkhorstlaan 12     | 52° 9' 15" NB, 5° 12' 25" OL | 514645 | Meer afbeeldingen          |
| Economiegebouw van Berg en Bosch                                                   | Gezondheidszorg           | 1932-1933 |                               | Professor Bronkhorstlaan 10     | 52° 9' 15" NB, 5° 12' 25" OL | 514646 | Upload foto                |
| Dienstwoning van Berg en Bosch                                                     | Dienstwoning              | 1934      |                               | Professor Bronkhorstlaan 8      | 52° 9' 15" NB, 5° 12' 25" OL | 514647 | Meer afbeeldingen          |
| Wegkapelletje van Berg en Bosch                                                    | Straatmeubilair           | 1935-1940 |                               | Professor Bronkhorstlaan bij 10 | 52° 9' 15" NB, 5° 12' 30" OL | 514648 | Meer afbeeldingen          |
| Paviljoen van Berg en Bosch                                                        | Gezondheidszorg           | 1935-1936 |                               | Professor Bronkhorstlaan 10     | 52° 9' 15" NB, 5° 12' 25" OL | 514649 | Upload foto                |
| Werkplaats van Berg en Bosch                                                       | Gezondheidszorg           | 1933-1934 |                               | Professor Bronkhorstlaan bij 10 | 52° 9' 15" NB, 5° 12' 25" OL | 514650 | Upload foto                |
| Rovérestein                                                                        | Kasteel, buitenplaats     | 1888-1889 |                               | Maartensdijkseweg 5             | 52° 9' 44" NB, 5° 12' 14" OL | 514656 | Upload foto                |
| Rovérestein, koetshuis                                                             | Bijgebouwen kastelen enz. | 1885      |                               | Maartensdijkseweg bij 7         | 52° 9' 41" NB, 5° 12' 16" OL | 514657 | Rovérestein, koetshuis     |
| Rovérestein, park                                                                  | Tuin, park en plantsoen   | 1885      |                               | Maartensdijkseweg bij 5         | 52° 9' 44" NB, 5° 12' 14" OL | 514658 | Upload foto                |
| De Kloek                                                                           | Woonhuis                  | 1920      | W.A. Maas en L.J.H Zonneveldt | Beethovenlaan 6                 | 52° 8' 24" NB, 5° 12' 53" OL | 514669 | De Kloek                   |
| Schoolgebouw Werkplaats Kindergemeenschap ('Gebouw voor Gemeenschapsontwikkeling') | Onderwijs en wetenschap   | 1928      | Frants Edvard Röntgen         | Frans Halslaan 68               | 52° 8' 32" NB, 5° 12' 10" OL | 514670 | Meer afbeeldingen          |
| Dubbele villa met zadeldak                                                         | Woonhuis                  | 1921      | R.T. Snoek                    | Overboslaan 49                  | 52° 7' 31" NB, 5° 12' 12" OL | 514672 | Dubbele villa met zadeldak |
| Parkwijck                                                                          | Woonhuis                  | 1900      | H.P. Berlage                  | Soestdijkseweg Noord 319        | 52° 7' 57" NB, 5° 12' 24" OL | 514673 | Meer afbeeldingen          |
| Trinari                                                                            | Woonhuis                  | 1911      | P.M.A. Huurman                | Soestdijkseweg Noord 329        | 52° 8' 3" NB, 5° 12' 29" OL  | 514674 | Trinari                    |
| Transformatorgebouw                                                                | Nutsbedrijf               | 1924      | G. Krop                       | Soestdijkseweg Noord 480        | 52° 8' 58" NB, 5° 13' 22" OL | 514675 | Meer afbeeldingen          |
| Oranje Nassauschool                                                                | Onderwijs en wetenschap   | 1930      | P.J. Vermaak                  | Soestdijkseweg Zuid 208         | 52° 7' 24" NB, 5° 12' 3" OL  | 514676 | Oranje Nassauschool        |
| Male Partus                                                                        | Woonhuis                  | 1929      |                               | Soestdijkseweg Zuid 222         | 52° 7' 29" NB, 5° 12' 6" OL  | 514677 | Male Partus                |
| Horev                                                                              | Woonhuis                  | 1914      | H.P. van der Haar             | Soestdijkseweg Zuid 260         | 52° 7' 39" NB, 5° 12' 13" OL | 514679 | Meer afbeeldingen          |
| Tuinhuis achter Walter Maas Huis                                                   | Tuin, park en plantsoen   | 1928      |                               | Gerard Doulaan 21               | 52° 8' 41" NB, 5° 12' 49" OL | 514680 | Meer afbeeldingen          |